# Morálka paní Dulské
Morálka paní Dulské (pol. Moralność pani Dulskiej) je naturalistické drama z roku 1906, jedno z nejvýznamnějších děl Gabriely Zapolské. Úplný název díla zní Moralność pani Dulskiej – tragifarsa kołtuńska.

## Hlavní postavy
- Aniela Dulská – nazývána "paní Dulská"
- Felicjan Dulský – její manžel
- Zbyszko – syn paní Dulské, má poměr s Hankou
- Hesia i Mela – dcery Aniely a Felicjana
- Hanka – služebná v domě Dulských
- Juliasiewiczová – příbuzná paní Dulské

V díle dále vystupují: Tadrachová (kmotra Hanky) a také Nájemnice v domě Dulských.

## Geneze
Hra vznikala v průběhu několika dní na přelomu října a listopadu roku 1906. Premiéra se konala v prosinci v Městském divadle v Krakově.

## Čas a místo děje
Děj se rozehrává na počátku 20. století ve Lvově, v salónu manželů Dulských. Autorka ve scénických poznámkách informuje o nábytku v salónu: „Koberce, luxusní nábytek... Rohy hojnosti, umělé palmy, vyšívaný kýč za sklem... Stará pěkná mahagonová vitrína na nádobí a empírové stínítko. Lampa se stínítkem z hedvábného papíru, stolky, a na nich fotografie.“ V některých pozdějších adaptacích se děj přesouvá do Krakova.

## Problematika díla
Drama Zapolské je tragikomedií („tragifarsa“). Hlavní hrdinka – Aniela Dulská – je pokrytecká, falešná a chtivá postava, která nedokáže projevit kapku přívětivosti, pohrdá chudými, slabými a citlivými lidmi. Všechno, co dělá, dělá pouze na obdiv. Její postoj, nazývaný „dulština“ (pol. „dulszczyzna“), prezentuje domnělou či zdánlivou morálku. Přivírá oči nad románkem jejího syna s Hankou, aby se v noci netoulal po hospodách (ve skutečnosti si ale Dulská nepřeje jejich manželství, neboť by to byla ostuda pro celou rodinu a poskvrnění její cti). Problém však nastane tehdy, kdy Hanka otěhotní.

## Místo děje – Krakov a Lvov
Prvotní místo děje se odehrávalo ve Lvově. Avšak pro potřeby premiérového představení v Krakově autorka děj přesunula do tohoto města (týkalo se to různých změn, např. ve „lvovské“ verzi se Felicjan Dulský prochází na Vysoký zámek a musí si pospíšit, neboť „rozbíjejí tunel“, zatímco ve versi „krakovské“ je cílem procházky Kościuszkův kopec a pospíšit si musí pro změnu kolem Jordánova parku). Později bylo dílo odehráváno dle toho, kterou verzi si režisér vybral. Drama bylo poprvé vytištěno roku 1908 v nakladatelství Olgebrandt a jednalo se o „lvovskou“ verzi. Další vydání (nakladatelství Lektor) z roku 1921 bylo již jednou z kopií zpracovaných pro krakovské divadlo – děj se tedy odehrával v Krakově. Vzhledem k tomu, že bylo užito kopie pravděpodobně určené pro nápovědu, vydání se vyznačovalo scénickými poznámkami a navíc bylo málo připravené (časté jazykové chyby). Pozdější výtisky (až do roku 1987) vycházely především z tohoto vydání s tím, že z nich byly odstraňovány jazykové chyby. Proto také všechna ztvárnění hry mají děj umístěný v Krakově. V roce 1988 byl vydán text pocházející od Olgebrandta s místem děje ve Lvově. Dnes se hra vydává s prostředím děje jak v Krakově tak ve Lvově.

## Filmová zpracování
Drama Gabriely Zapolské nebylo hráno pouze v divadlech, ale také adaptováno pro mnohá filmová zpracování. V roce 1930 na základě dramatu vznikl první film s názvem Moralność Pani Dulskiej v režii Bolesława Newolina. Nutno poznamenat, že se jednalo o první zvukový film v Polsku. V pozdější době bylo drama adaptováno pro Televizní divadlo (roku 1968, 1970, 1992, 2006 a 2013). V roce 1970 vznikl film s názvem Dulscy v režii Jana Rybkovského na motivy dramatu. Také známý polský režisér Andrzej Wajda využil motivů hry k seriálu Z biegiem lat, z biegiem dni....

## Text díla v polštině
- https://web.archive.org/web/20090422022145/http://monika.univ.gda.pl/~literat/dulska/index.htm